# Patasaari (ö i Birkaland, Tammerfors, lat 61,61, long 23,67)
Patasaari är en ö i Finland. Den ligger i sjön Näsijärvi och i kommunen Ylöjärvi i den ekonomiska regionen Tammerfors och landskapet Birkaland, i den södra delen av landet, 170 km norr om huvudstaden Helsingfors. Öns area är 0,7 hektar och dess största längd är 150 meter i nord-sydlig riktning.